# Brian Kobilka
Brian Kobilka (ur. 30 maja 1955 w Little Falls) – amerykański lekarz i biochemik, laureat Nagrody Nobla w dziedzinie chemii.

## Życiorys
Studiował w Yale School of Medicine (Uniwersytet Yale), gdzie w 1981 uzyskał tytuł zawodowy lekarza (M.D.). Po stażu lekarskim w Barnes Hospital w Saint Louis podjął współpracę z Robertem Lefkowitzem na Uniwersytecie Duke’a. W latach 1987–2003 pracował w Stanford University School of Medicine (Uniwersytet Stanforda).
W 2012 został, wraz z Robertem Lefkowitzem, laureatem Nagrody Nobla w dziedzinie chemii za badania receptorów sprzężonych z białkami G. 30 maja 2023 roku został uhonorowany tytułem doktora honoris causa Politechniki Śląskiej.